# 구송초등학교
구송초등학교는 대한민국 강원특별자치도 홍천군에 있는 공립 초등학교이다.

## 학교 연혁
- 1947년 3월 20일 구송국민학교 개교
- 1996년 3월 1일 구송초등학교로 개칭
- 1998년 8월 31일 영신분교장 통폐합
- 2007년 2월 28일 화성분교장 통폐합

## 참고 자료
- 구송초등학교 - 한국교육학술정보원 학교알리미